# Blaesodactylus boivini
Blaesodactylus boivini — вид геконоподібних ящірок родини геконових (Gekkonidae). Ендемік Мадагаскару. Вид названий на честь французького ботаніка Луї Буавена.

## Поширення і екологія
Blaesodactylus boivini мешкають на крайній півночі острова Мадагаскар, в регіоні Діана, а також на північному заході острова, в регіоні Софія. Вони живуть у вологих рівнинних тропічних лісах, на стовбурах дерев і під камінням. Зустрічаються на висоті до 563 м над рівнем моря.

## Збереження
МСОП класифікує цей вид як вразливий. Blaesodactylus boivini загрожує знищення природного середовища.